# Lanckoroński Hrabia

Herb

Lanckoroński Hrabia − polski herb szlachecki, hrabiowska odmiana herbu Zadora.

## Opis herbu
Opis z wykorzystaniem klasycznych zasad blazonowania:
Tarcza dzielona w krzyż z polem sercowym. W polach I i IV, czerwonych, orzeł złoty, zwrócony do wewnątrz, w polach II i III błękitnych, głowa lwa złota, ukoronowana, ziejąca ogniem, zwrócona do wewnątrz, w polu sercowym lew złoty, wspięty, ukoronowany, ziejący ogniem. Nad tarczą korona hrabiowska, dziewięciopałkowa, a nad nią dwa hełmy w koronach, z których klejnoty w ukłonie heraldycznym: I orzeł jak w godle, II pół lwa jak w godle, trzymającego miecz w prawej łapie. Labry: na obu hełmach błękitne, podbite złotem.
Powyższy opis pochodzi od Sławomira Górzyńskiego, który czerpał informację z oryginalnych akt. Juliusz Karol Ostrowski podaje opis różniący się kilkoma szczegółami. U niego lew w polu sercowym trzyma miecz i nie zieje ogniem. Również lew w klejnocie nie zieje ogniem. Ponadto Ostrowski podaje dla tego herbu dewizę: FLAMMANS PRO RECTO (PŁOMIEŃ DLA SPRAWIEDLIWYCH)

## Najwcześniejsze wzmianki
Nadany w Galicji 18 listopada 1783 z predykatem hoch- und wohlgeboren (wysoko urodzony i wielmożny) Maciejowi von Lanckorońskiemu. Akt był formalnie potwierdzeniem tytułu hrabiowskiego. Lanckorońscy uzyskali rzekomo pierwotnie tytuł hrabiowski w 1370 (błędna data z podania, właściwie 1355), jednakże dokument ten jest fałszerstwem (podobnie jak w przypadku Russockich). Sfałszowany dokument potwierdzono następnie w 1560. Oprócz wcześniejszego posiadania tytułu, Lanckoroński przedstawił inne dokumenty m.in.: przywilej na dobra Wodzisław, wyciąg z Herbarza Niesieckiego, dokumenty dóbr Wodzisław, stwierdzenie, że przodkowie byli senatorami, legitymację szlachectwa oraz zaświadczenie o zapłacie podatku.

## Herbowni
Jedna rodzina herbownych:
graf Lanckoroński.